# Tovarnianska Polianka
Tovarnianska Polianka este o comună slovacă, aflată în districtul Vranov nad Topľou din regiunea Prešov. Localitatea se află la altitudinea de 140 m deasupra n.m., se întinde pe o suprafață de 4,24 km2 și în 2017 număra 117 locuitori.

## Istoric
Localitatea Tovarnianska Polianka este atestată documentar din 1335.

## Demografie
| An:                | 1994 | 2004    | 2014    | 2024   |
| ------------------ | ---- | ------- | ------- | ------ |
| Număr de persoane: | 138  | 124     | 111     | 102    |
| Diferență:         |      | −10,14% | −10,48% | −8,10% |

| An:                | 2023 | 2024   |
| ------------------ | ---- | ------ |
| Număr de persoane: | 105  | 102    |
| Diferență:         |      | −2,85% |